# ابراهیم بن اغلب
ابراهیم بن اغلب (۷۵۶ میلادی، قیروان – ۸۱۲ میلادی، سیسیل) فرماندهِ نظامی عباسی و نخستین امیر اغلبی و بنیان‌گذار آن بود. اصالتاً از خراسان و زاده قیروان در تونس بود. عباسیان بدلیل پشتیبانی شدن از خراسان به بسیاری از خراسانیان رتبه بخشیدند. ابن اغلب پس از فرونشاندن یک شورش در سال ۷۹۹ والی افریقیه شد. او را دانا، نیکوکار و استوار دانسته‌اند. به تونس‌شهر در سال ۲۸۱ منتقل شد و کاخ‌هایی در آن بنا نهاد. با اروپایی‌ها جنگید و بر دژهای بسیاری از آنان چیره شد. گویند در پایان عمر مالیخولیا گرفت و بسیاری از یاران، کاتبان، زنان و حرم خود را کشت. حتی دو تن از فرزندانش و هشت برادر و خواهر را نیز. اهل تونس از او نزد معتضد شکایت بردند. خلیفه او را در سال ۲۸۹ق عزل نمود. سپس ابن اغلب جنگ‌خواهان به سیسیل گریخت. همان‌جا درگذشت و پیکرش را به قیروان بازگرداندند.

از آثار ابن اغلب، شهر رقاده و کاخ فتح است. او ۲۸ سال و شش ماه ولایت داشت.